# Poecilocryptus coloratus
Poecilocryptus coloratus är en stekelart som beskrevs av Ian D. Gauld och Holloway 1986. Poecilocryptus coloratus ingår i släktet Poecilocryptus och familjen brokparasitsteklar. Inga underarter finns listade i Catalogue of Life.